# Ole Sæther
Ole Andreas Sæther (* 23. Januar 1870 in Steinkjer; † 13. Oktober 1946 in Oslo) war ein norwegischer Sportschütze.

## Erfolge
Ole Sæther nahm an drei Olympischen Spielen teil. Bei seinem Olympiadebüt 1900 in Paris wurde er im Mannschaftswettbewerb des Dreistellungskampfes mit dem Armeegewehr an der Seite von Ole Østmo, Helmer Hermandsen, Tom Seeberg und Olaf Frydenlund Zweiter. Mit 4290 Punkten blieb man über 100 Punkte hinter den Gewinnern aus der Schweiz und zwölf Punkte vor den drittplatzierten Franzosen. Die International Shooting Sport Federation wertet den Schießwettbewerb bei den Spielen im Jahr 1900 parallel auch als Weltmeisterschaft. In den übrigen Disziplinen, in denen Sæther antrat, platzierte er sich jeweils außerhalb der besten zehn. 1908 gewann er in London mit dem Freien Gewehr im Dreistellungskampf in der Einzelkonkurrenz hinter Albert Helgerud und Harry Simon die Bronzemedaille, während er in der Mannschaftskonkurrenz vor Schweden und Frankreich Olympiasieger wurde. Zur siegreichen Mannschaft gehörten neben Sæther noch Albert Helgerud, Gudbrand Skatteboe, Olaf Sæter, Julius Braathe und Einar Liberg. Vier Jahre darauf sicherte er sich in Stockholm im Dreistellungskampf mit der Mannschaft, dieses Mal mit dem Armeegewehr, die Silbermedaille. Gemeinsam mit Gudbrand Skatteboe, Albert Helgerud, Østen Østensen, Olaf Sæter und Einar Liberg belegte er hinter Schweden und vor Dänemark den zweiten Platz.